# Dialekt gallurski
Dialekt gallurski (północno-wschodniosardyński) – jeden z czterech głównych dialektów języka sardyńskiego. Posługuje się nim ok. 0,1 mln mieszkańców włoskiej wyspy Sardynii, przede wszystkim jej północno-wschodniej części. 
Ze względu na niewykształcenie jednego języka literackiego sardyńskiego i różnorodność jego dialektów, bywają one niekiedy traktowane jako odrębne języki.
Większość użytkowników tego języka zna język włoski, ale na co dzień posługuje się gallurskim, także w piśmie. Fragmenty Biblii przetłumaczono nań w latach 1861–1862. Duży wpływ na ten język miały języki włoski i korsykański.